# 中田清己
中田 清己（なかだ きよみ、1950年または1951年 - ）は、日本の地方公務員。東京都総務局長、東京地下鉄常務取締役、東京都住宅供給公社理事長を歴任。瑞宝小綬章受章。

## 人物・経歴
東京都庁入職、 2006年 (平成18年) ７月 嶋津隆文の後任として収用委員会事務局長、2008年7月 同職を野口孝と交代し押元洋の後任として総務局長、2010年6月 同職を比留間英人と交代し東京都庁退職。
都退職後は東京地下鉄常務取締役、東京都住宅供給公社理事長、一般財団法人東京都弘済会顧問。

## 栄典
2021年 春の叙勲で地方自治功労により瑞宝小綬章受章